# Charles Bochsa
Charles (Karel) Bochsa (*? v Čechách, † 1821? Paříž) byl francouzský skladatel českého původu, hobojista, vydavatel a obchodník s hudebninami.

## Život
Charles Bochsa byl českého původu, ale místo a datum narození není známo. Působil jako vojenský hudebník a později jako hobojista v divadlech v Lyonu a Bordeaux. Kolem roku 1806 se usadil jako vydavatel a obchodník s hudebninami v Paříži, kde také v roce 1821 zemřel. Byl otcem hudebního skladatele a harfeníka Nicolas-Charles Bochsa.

## Dílo
Komponoval převážně komorní hudbu pro nejrůznější obsazení. Vydal také učebnici hry na flétnu Méthode et Airs pour la Flute.